# Ferreras de Abajo
Ferreras de Abajo – gmina w Hiszpanii, w prowincji Zamora, w Kastylii i León, o powierzchni 88,15 km². W 2011 roku gmina liczyła 599 mieszkańców.